# Edoardo Savio
Giovanni Edoardo Emilio Savio (Torino, 3 maggio 1837 – Gaeta, 22 gennaio 1861) è stato un militare italiano, insignito della medaglia d'oro al valor militare alla memoria nel corso della Campagna piemontese in Italia centrale.

## Biografia
Nacque a Torino il 3 maggio 1837, figlio di Andrea e di Luigia Olimpia Rossi. Il 1 novembre 1851 fu ammesso a frequentare i corsi dell'Regia Accademia Militare di Torino, uscendone con il grado di sottotenente dell'arma di artiglieria l'8 agosto 1857. Fu promosso a luogotenente di 2ª classe nel Corpo d'artiglieria nel maggio del 1859 e si distinse successivamente nel corso delle operazioni belliche durante la seconda guerra d'indipendenza italiana.
Promosso capitano nel 3º Reggimento artiglieria da piazza, il 27 giugno 1860, assunse poi il comando della 4ª compagnia con la quale sbarcò a Napoli il 28 settembre, venendo subito inviato con l'artiglieria sul Volturno, e tre giorni dopo prese posizione davanti a Sant'Angelo presso Capua per sostenere l'azione delle Camicie rosse che avevano assediato le truppe borboniche nella fortezza.
Il 3 novembre Capua si arrese ed egli, per la perizia ed il valore dimostrati durante l'assedio, fu decorato con la Croce di Cavaliere dell'Ordine militare di Savoia. Pochi giorni dopo gli fu affidato il compito di dirigere la costruzione di alcune batterie destinate all'assedio della piazzaforte di Gaeta. Alla fine di dicembre fu nominato comandante della 16ª batteria posta sul monte dei Cappuccini. Cessato l'8 gennaio 1861 l'armistizio voluto dalla Francia, la battaglia tra le opposte artiglierie si accese in quella stessa mattina. La batteria dei Cappuccini era tra le più esposte all’azione nemica. Ripristinato l'armistizio, che scadeva il 23 gennaio, la mattina del 22 dalla piazzaforte di Gaeta, senza alcun preavviso, venne aperto il fuoco con tutte le artiglierie disponibili concentrando il tiro sulla batteria dei Cappuccini. L'attacco a sorpresa non riuscì; la 16ª batteria rispose efficacemente provocando a sua volta la distruzione nelle difese della piazzaforte. Dopo varie ore di combattimento egli, per meglio osservare il tiro dei cannoni, si portò su un muricciolo venendo così fatto segno dai colpi del nemico ed una palla lo colpì alla tempia, uccidendolo sul colpo.
Con Regio Decreto 1 giugno 1861 fu decorato con la medaglia d'oro al valor militare alla memoria.

### Annotazioni
1. ↑  In quello stesso giorno suo fratello, il capitano Alfredo, cadde nell'assedio di Ancona.

### Fonti
1. ↑  Carolei, Greganti 1950, p. 142.
2. 1 2 3 4 5 6 7 8 9 10 11  Combattenti Liberazione.
3. ↑  Museo di Torino.